# Gaina, Lappland
Gaina är en sjö i Storumans kommun i Lappland och ingår i Umeälvens huvudavrinningsområde. Sjön har en area på 0,664 kvadratkilometer och ligger 557,2 meter över havet.

## Delavrinningsområde
Gaina ingår i det delavrinningsområde (730067-146243) som SMHI kallar för Utloppet av Gaina. Medelhöjden är 621 meter över havet och ytan är 4,7 kvadratkilometer. Räknas de 2 avrinningsområdena uppströms in blir den ackumulerade arean 6,88 kvadratkilometer. Vattendraget som avvattnar avrinningsområdet har biflödesordning 3, vilket innebär att vattnet flödar genom totalt 3 vattendrag innan det når havet efter 398 kilometer. Avrinningsområdet består mestadels av skog (83 procent). Avrinningsområdet har 0,67 kvadratkilometer vattenytor vilket ger det en sjöprocent på 14,2 procent.